# Rudolf Schwarzkogler
Rudolf Schwarzkogler (Bécs, 1940. november 13. – Bécs, 1969. június 20.) a bécsi akcionisták egyik legfontosabb képviselője. 

## Élete
1957-től között a bécsi Grafikai Tan- és Kísérleti Intézetbe járt, tanulmányait 1961-ben fejezte be. Itt ismerkedett meg Hermann Nitschcsel 1960 körül. 1961 és 1962 között látogatja a  bécsi Iparművészeti Főiskolát, ahol többek közt Yves Klein munkái voltak rá hatással. 
Első akcióját 1965-ben tervezte és valósította meg, melynek a Menyegző címet adta. Schwarzkogler munkamódszerére jellemző volt, hogy az akcióiból fotódokumentációkat és montázsokat készített. 1966-ban elkészíti utolsó akcióját. 
1969-ben öngyilkosságot követ el. Schwarzkogler nevét gyakran háttérbe szorítják, de vannak, akik jelentősnek minősítik.